# Ашахет II
Ашахет II (*X ст. до н. е.) — давньоєгипетський діяч XXI династії, верховний жрець Птаха у Мемфісі за володарювання фараонів Сіамона та Псусеннеса II.

## Життєпис
Походив зі впливового жрецького роду Птахемхата IV. Син Піпі II, верховного жерця Птаха. Зробив кар'єру завдяки статусу свого роду у Нижньому Єгипті. Першою поважною посадою Ашахета став Начальник таємниць Великого Сидіння. Згодом пройшов шлях від першої жрецької посади до верховного жерця Птаха. Останню отримав після смерті батька за фараона Сіамона.
Продовжив політику зі зміцнення родинного впливу в Нижньому Єгипті. Водночас усіляка підтримував XXI династію, становище якої ставало все менш певним. Помер за правління фараона Псусеннеса I. На посаді його змінив син Анхефенсехмет I.